# Čakovičky
Čakovičky (en allemand : Klein Tschakowitz) est une commune du district de Mělník, dans la région de Bohême-Centrale, en République tchèque. Sa population s'élevait à 737 habitants en 2020.

## Géographie
Čakovičky se trouve à 4 km au sud du centre de Neratovice, à 15 km au sud-sud-est de Mělník et à 19 km au nord-nord-est de Prague.
La commune est limitée par Neratovice au nord, par Kostelec nad Labem à l'est, par Nová Ves au sud, et par Zlonín et Kojetice à l'ouest.

## Histoire
La première mention écrite de la localité date de 1266.